# Parque Natural Regional de Brenne
O Parque Natural Regional de Brenne (em francês:  Parc naturel régional de la Brenne) é um grande parque natural regional localizado no departamento francês de Indre. Foi fundado em 22 de dezembro de 1982. Antigamente, La Brenne era uma região nas antigas províncias francesas de Berry e Touraine, a oeste de Châteauroux e a leste de Tournon-Saint-Martin. O parque é cortado em duas partes pelo rio Creuse. Na metade sul corre o rio Anglin. Historicamente, a parte sul do parque regional não faz parte de fato de La Brenne, essa parte é chamada de La petite Brenne. Historicamente, ela fazia parte da região de Boischaut.
Como em todos os parques nacionais e regionais franceses, ainda há pessoas morando no parque. O parque tem 47 comunas, das quais a capital é Le Blanc.

## Comunas de La Brenne
Obterre - Azay-le-Ferron - Paulnay - Saulnay - Lureuil - Néons-sur-Creuse - Tournon-Saint-Martin - Lurais - Preuilly-la-Ville - Pouligny-Saint-Pierre - Fontgombault - Sauzelles - Saint-Aigny - Le Blanc - Douadic - Mérigny - Ingrandes - Concremiers - Mauvières - Saint-Hilaire-sur-Benaize - Bélâbre - Chalais - Lignac - Tilly - Prissac - Sacierges-Saint-Martin - Chazelet - Luzeret - Thenay - Saint-Gaultier - Rivarennes - Chitray - Oulches - Ciron - Ruffec - Rosnay - Saint-Michel-en-Brenne - Mézières-en-Brenne - Sainte-Gemme - Vendœuvres - Migné - Méobecq - Nuret-le-Ferron - Neuillay-les-Bois - Luant - La Pérouille- Martizay